# 藍與白
蓝與白 （希伯來語：‎，羅馬化：Kaḥol Lavan）是以色列的一个选举联盟。最初该联盟由未來黨、以色列韌性黨和特萊姆 - 民族國家運動組成，該聯盟的成立是為了贏得2019以色列議會選舉 。 蓝與白将自己定义为代表所有公民的政治和宗教的多元聯盟。蓝色和白色是以色列的国家颜色。
该联盟由本尼·甘茨和亚伊尔·拉皮德领导。兩人所在的政黨是组建政府的主要政黨，两人已同意輪流擔任總理，这在前两年由甘茨担任总理一職，拉皮德担任外交部长和特萊姆 - 民族國家運動领导人摩西·亚阿隆擔任国防部长一職。在之後的两年里，拉皮德将担任总理，甘茨担任国防部长。
该联盟的核心原则包括：引入总理任期限制，禁止被起诉的政客在议会任职，修改犹太民族国家法，将以色列少数民族纳入其中，限制首席拉比的婚姻权，扩大医疗保健，并重新与巴勒斯坦权力机构就和平协议进行谈判。
2020年3月26日，甘茨宣佈在2019冠狀病毒病疫情嚴重至延燒至以色列之下，接受看守總理內塔尼亞胡的的輪流執政團結政府方案，甘茨轉任以色列國會議長，此舉引起聯盟內其他政黨的不滿，批評他不戰而降，他們決定退出藍與白，目前藍與白只剩下甘茨的韌性黨。

## 历史

### 以色列韌性黨
2015年2月16日，本尼·甘茨完成了他的參謀長任期，開始了為期三年的法律禁令，他無法競選議會。該禁令於2018年7月2日結束。隨後，在2018年9月，據報導甘茨計劃進入政壇。
2018年12月26日，第20屆以色列議會投票決定解散並提前舉行選舉。一天后，12月27日，109人簽署了創始人名單後，該黨正式登記名為以色列韌性黨。

### 特萊姆 - 民族國家運動
2016年5月，“在被納坦尼雅胡解僱的廣泛猜測中”，摩西·亚阿隆辭去了他的國防部長職務。2017年3月12日，亚阿隆正式放棄他的以色列聯合黨黨員資格，宣布他將組建一個新政黨，在下次選舉中挑戰納坦尼雅胡。
亚阿隆於2019年1月2日註冊了特萊姆。 2019年1月29日宣布其與以色列韌性黨結盟。

### 未來黨
未來黨由亚伊尔·拉皮德於2012年創立。 2013年，它在大選中排名第二，贏得19個席位。然後它進入了由納坦尼雅胡的以色列聯合黨領導的內閣。
在2015年大選之前，拉皮德的競選活動繼續強調經濟問題，同時嚴厲批評內塔尼亞胡及以色列聯合黨。最後只贏得11個席位，在議會中排在第四位並成為反對黨一員。

### 合作
2019年2月21日，提交政黨選舉名單的最後一天，未來黨和韌性黨宣布他們將為即將舉行的選舉結成聯盟。加比·艾希肯納齊前任的以色列參謀長，將加入該名單的第四位。

### 建立新的聯合聯盟
2022年7月10日，甘茨和吉德翁·萨尔同意簽署一份聯合黨派協議， 整體名稱為“藍白新希望”。接下來的一個月，前以色列國防軍參謀長加迪·艾森科特和前右傾馬坦·卡哈納加入了該聯盟。 並更名為民族團結。

## 政治立場
拉皮德於2019年2月25日表示，該黨希望修改犹太民族国家法，旨在增加民事平等條款。藍與白於2019年3月6日發布一系列文件。這些文件揭示了其聯盟在一些領域的立場，其中關鍵是承諾與有和平意識的阿拉伯鄰國接觸，並願意與巴勒斯坦人進行談判，但不會有任何領土上的讓步。
聯盟相信通過將總理限制在八年或三個任期內並限制任何被判犯有嚴重罪行的人成為公職人員來建立強大而穩定的政府。他們相信一個服務於公民利益的道德政府，努力將政黨以前從事的幕後交易中的資金返還，並用它來降低醫療，教育和生活的成本。
它們旨在通過發展國家的戰略能力和制定與巴勒斯坦人和平的外交倡議來加強國家安全。多元化的猶太價值是他們競選活動的核心：民事婚姻，公民根據他們的信仰被埋葬的權利，以及所有公民在軍隊服役的責任，無論他們的宗教信仰為何。

## 组成
| 政黨 | 政黨         | 意識形態     | 政治立場 | 領導      | 目前席次 |
| ---- | ------------ | ------------ | -------- | --------- | -------- |
|      | 以色列韌性黨 | 社會自由主義 | 中間派   | 本尼·甘茨 | 8 / 120  |

## 前成員
| 政黨 | 政黨                  | 意識形態     | 政治立場 | 領導          | 目前席次 |
| ---- | --------------------- | ------------ | -------- | ------------- | -------- |
|      | 未來黨                | 自由主義     | 中間派   | 亚伊尔·拉皮德 | 19 / 120 |
|      | 特萊姆 - 民族國家運動 | 民族自由主義 | 中間偏右 | 摩西·亚阿隆   | 0 / 120  |